# لويز إليزابيث من أورليانز
لويز إليزابيث دي أورليانز (بالفرنسية: Louise-Élisabeth d'Orléans)‏ أو لويز إيزابيل من أورليان (11 ديسمبر 1709 - 16 يونيو 1742) هي ملكة إسبانيا القرينة بزواجها من لويس الأول، هي ابنة الوصي العرش الفرنسي فيليبي الثاني دوق أورليانز حفيد لويس الثالث عشر ملك فرنسا وفرانسواز ماري ابنة الملك لويس الرابع عشر الغير شرعية، تزوجت لويز من لويس في 1722 وأصبحت أميرة أستورياس، وفي يناير 1724 أصبحت ملكة إسبانيا بعد تنازل حماها عن العرش لزوجها، ومع ذلك أصبحت ملكة لـ سبعة أشهر فقط لأن زوجها توفي في أغسطس 1724، بذلك عادت إلى فرنسا بناء على طلب والدتها، بحيث عاشت من تبقى من حياتها هناك حتى وفاتها في 1742، وإما في إسبانيا رجع حماها فيليب الخامس إلى سدة الحكم بضغط من زوجته إليزابيث فارنيزي.